# South Horr
South Horr è un piccolo centro amministrativo del Kenya, sulla strada sterrata che congiunge Loyangalani a nord e Baragoi a sud, nel cuore di un bosco di acacie, ai piedi del monte Ng'iro. Sulla via principale si trovano diverse botteghe (sulle cartine South Horr viene segnalato come centro commerciale), e la sede di una missione della Consolata. Fra le attività svolte dai missionari c'è un progetto di aiuto agli apicoltori iniziato da Padre Pedenzini. Nei dintorni di South Horr (ma non nella cittadina) vive una popolazione di etnia samburu.